# 内閣審議会
内閣審議会（ないかくしんぎかい）は、1935年5月11日に岡田啓介内閣によって設置された日本の政府諮問機関。
当初、内閣機構の強化のために設置が検討された町田忠治商工大臣・床次竹二郎逓信大臣は重要国策審議のための諮問機関を、後藤文夫内務大臣は政務調査のための調査機関の設置を提唱して激しく対立したが、岡田啓介首相の仲裁によって、1934年12月24日の閣議において両機関の設置が決められた。前者は後の内閣審議会、後者は内閣調査局と命名された。
内閣総理大臣を会長、国務大臣1名を副会長として15名の委員で構成された。内閣調査局が審議会の事務方を兼ねた。
会長は岡田首相、副会長は高橋是清大蔵大臣が務め、委員には斎藤実内大臣（前首相）と山本達雄（元日本銀行総裁）をはじめ、財界からは各務鎌吉（三菱財閥）・池田成彬（三井財閥）、貴族院議員からは青木信光・伊沢多喜男、立憲民政党からは頼母木桂吉・富田幸次郎、国民同盟からは安達謙蔵、立憲政友会からは望月圭介・水野錬太郎らが就任する事になった。政友会総裁の鈴木喜三郎は「政府・帝国議会に代わる第3の機関を作るもの」と猛反発して就任を内諾した望月・水野を除名している。
5月17日に第1回会合が開かれて、「中央地方を通ずる財政改善の根本方針」・「文教刷新に関する根本方針」の2件についてが諮問されたが、第6回会合が行われた後の1936年2月26日に二・二六事件が勃発して高橋副会長と斎藤委員が殺害された上に岡田内閣も倒れた。その後成立した廣田内閣は審議会を中止にして5月6日に正式に廃止された。なお、内閣調査局も翌1937年5月14日に企画院に統合されている。